# 浙江農林大学
浙江農林大学（せっこうのうりんだいがく、英語: Zhejiang Agriculture and Forestry University）は、浙江省杭州市臨安区武粛街666号に本部を置く中国の公立大学。1958年創立、1958年大学設置。大学の略称は浙農林（せつのうりん）。

## 沿革
1958年に天目林学院として開学した。
- 天目林学院 （1958年6月 - 1960年2月）
- 浙江農業大学（1960年2月 - 1962年2月）
- 天目林学院 （1962年2月 - 1966年9月）
- 浙江林学院 （1966年9月 - 2010年3月）
- 浙江農林大学 （2010年3月 -  ）

## 学校の風景
| - 図書館の展望 - 東湖の夕日 |